# NAA11
NAA11 (англ. N(alpha)-acetyltransferase 11, NatA catalytic subunit) – білок, який кодується однойменним геном, розташованим у людей на 4-й хромосомі. Довжина поліпептидного ланцюга білка становить 229 амінокислот, а молекулярна маса — 25 979.
| 10         |  | 20         |  | 30         |  | 40         |  | 50         |
| ---------- |  | ---------- |  | ---------- |  | ---------- |  | ---------- |
| MNIRNAQPDD |  | LMNMQHCNLL |  | CLPENYQMKY |  | YLYHGLSWPQ |  | LSYIAEDEDG |
| KIVGYVLAKM |  | EEEPDDVPHG |  | HITSLAVKRS |  | HRRLGLAQKL |  | MDQASRAMIE |
| NFNAKYVSLH |  | VRKSNRPALH |  | LYSNTLNFQI |  | SEVEPKYYAD |  | GEDAYAMKRD |
| LSQMADELRR |  | QMDLKKGGYV |  | VLGSRENQET |  | QGSTLSDSEE |  | ACQQKNPATE |
| ESGSDSKEPK |  | ESVESTNVQD |  | SSESSDSTS  |  |            |  |            |

A: Аланін

C: Цистеїн

D: Аспарагінова кислота

E: Глутамінова кислота

F: Фенілаланін

G: Гліцин

H: Гістидин

I: Ізолейцин

K: Лізин

L: Лейцин

M: Метіонін

N: Аспарагін

P: Пролін

Q: Глутамін

R: Аргінін

S: Серин

T: Треонін

V: Валін

W: Триптофан

Кодований геном білок за функціями належить до трансфераз, ацилтрансфераз, фосфопротеїнів. 
Локалізований у цитоплазмі, ядрі.